# Catalònia. Diari d'avisos i notícies (1935-1936)
Catalònia. Diari d'Avisos i Notícies va ser una publicació periòdica en català que es va publicar entre 1935 i 1936. Tenia 6 pàgines, tot i que el nombre de pàgines, va anar variant entre 4, 6 i 8 a 5 columnes. Amb publicitat i il·lustracions. El seu preu era de 15 cèntims (2,5 pessetes mensuals).

## Història
El primer número va veure la llum l'1 d'agost de 1935. El seu fundador va ser Josep Maria Casabò, membre de la Lliga Catalana. La seu de la redacció i administració es trobava a la Rambla 14 d'abril, 62 pral de Tarragona. L'administrador era Domènec Segimon.

Al llarg de la seva breu història va patir diferents canvis de format. Del 7 de maig de 1936 fins que plegà el 22 de juliol de 1936, la mida passà a ser de 375x520 mm., a dues pàgines i a cinc columnes. Aquest canvi es va justificar de la següent manera: 
| « | Catalònia inicia avui la segona etapa de la seva vida. Aspirem al fer-ho, a convertir el nostre en un gran diari combatiu de Tarragona i les seves comarques. Més que els articles doctrinals o els criteris tancats, ens interessa el comentari d'actualitat i la notícia fresca. Un diari és l'anècdota viva de cada instant, i la ploma de l'informador és l'objectiu d'una càmara fotogràfica. Ha de recollir el fet divers i reflectiu a les pàgines dels diaris amb la meticulositat més perfecta i objectiva. Allò que escapi a la trajectòria del nostre deure d'informadors, procurarem que sigui deixat de banda. El nostre pensament català i tarragoní cent per cent posat tothora al servei dels nostres lectors. | » |

 Aquest augment de mida va anar seguit d'una reducció del nombre de pàgines i una reducció del cost de l'edició amb la supressió de clixés il·lustratius.

En l'editorial del seu primer número, analitzava sota el títol L'hora solemne, els moments excepcionals que es vivien en aquell moment a Catalunya i afirmaven: 
| « | Volem que el diari sigui l'exponent de la vitalitat de Tarragona i que, a la vegada que reculli tots els batecs de la vida ciutadana, informi els seus lectors de tot allò que succeeix cada dia arreu del món, que posi Tarragona al nivell que li escau en el concert de ciutats progressives. | » |

Els propòsits del diari Catalònia eren els habituals de la premsa local, no pretenia pas competir amb la de les grans capitals, però volia servir als lectors, de la millor forma possible les notícies locals, informacions que no trobessin en els grans rotatius. Així es dirigien als seus lectors: 
| « | que el seu esforç i el nostre aniran sempre a la una per a la realització d'allò tan necessari i tan esperat en la nostra ciutat: un diari de tots i per a tots, que cerqui els beneficis morals i materials dels millors intencionats. | » |

El nom de Catalònia, sembla ser, fou imposat, segons Esteve Busquets Molas, per Francesc Cambó, a qui no li van agradar els proposats i triats per Josep Maria Casabò.
Fou un diari d'orientació conservadora, fill del catalanisme polític de la Lliga Regionalista.

## Seccions i col·laboradors
Algunes seccions del diari eren: "Editorial", "Política catalana" "Crònica local", "Vida religiosa" "Del Port", "Carnet de societat", "El temps", "De Barcelona", "Estranger", "Madrid", Balcó del Mediterrani" (columna fixa d'opinió ciutadana), "Quiosc de periòdics", "Informació telegràfica", "Darrera hora", "Deports", "Espectacles", "Vida musical" a càrrec de Xavier Gols, etc.
Destaca la figura de l'"Orientador Bibliogràfic", de la "Biblioteca Antoni Agustí" que hi començà a col·laborar el 8 de setembre del 1935. Era una bona manera d'orientar sobre els fons de la Biblioteca. Publicava pàgines dedicades a les lletres, a la dona, a la radiofusió (Joan Vall), al cinema, a la política, etc. La plana dedicada a "Les Arts i les Lletres" (11 d'agost de 1935) anava signada per Marià Manent, Pere Brunet i Figueroles i J. Albert. La dedicada a la dona, sota el títol "De la dona i per la dona" (2 d'agost de 1935) venia signada per Maria Montfort i Andrés, Glòria Cubells i d'altres, com la tan coneguda Llucieta Canyà i Martí. La plana dedicada a l' "Agricultura", el 24 d'agost del 1935, comptava amb la col·laboració d'Enric Sala. La dedicada a l'"Economia i Finances", el 28 d'agost del 1935, comptava amb l'aportació del conegut financer Josep Maria Tallada.
A partir del núm. 234 (7 de maig de 1936), les seccions van passar a ser: "Editorial", "Crònica de Barcelona", "Informació de Tarragona" (Crònica de la ciutat, Del Port, Carnet de societat, Oficina Municipal de Turisme), "Vida religiosa", "Informació telegràfica" i desapareixia el "Recull de premsa".
Les seves informacions regionals, nacionals i estrangeres eren rebudes directament quan les notícies eren prou importants, però la majoria, com els altres diaris de la localitat, eren extretes dels diaris de la nit arribats a Tarragona des de Barcelona. Les notes barcelonines les transmetien Romà Casas i Costa i Déu. Engelbert Kelsen ho feia des de Viena.
Catalònia es presentava com un diari modern, que utilitzava tècniques modernes i bona compaginació. Encara que totes aquestes innovacions també eren utilitzades ja en el diari "Tarragona". Hi inseria clixés de caràcter general, servits per una agència amb els quals treballaven els tres diaris de la localitat.
Josep Maria Casabò, el seu mecenes i propietari-fundador, deia que les publicacions comarcals havien de ser un: "reflex de la vida local i comarcal" amb l'exposició dels problemes econòmics, sanitaris, de cultura, etc. Per contra d'allò que són els diaris de les grans capitals. Sostenia que els comarcals podien ajudar els incipients escriptors a formar-se un nom. Defensava la llengua, perquè "són molts els que no saben escriure-la, i tot llegint-la cada dia els pot assenyalar el camí per arribar a escriure-la bé".
Catalònia captà cap a la seva redacció alguns periodistes que ja ho havien estat d'altres publicacions, com l'Enric Dalmau i Niubó, que deixà el Diari de Tarragona o l'antic redactor esportiu, del Diari, Isidor Guerrero i Domènech.
En el diari Catalònia hi col·laborà activament també l'eclesiàstic Miquel Melendres, que signava els seus treballs en prosa i poesia, sota pseudònim.
A banda d'Esteve Busquets i Molas, el que més nom hi assolí fou Isidor Guerrero i Domènech, catalanista, que signava amb el pseudònim de Joan de l'Aigua, nom vulgar que els tarragonins donaven al monument de Roger de Llúria, situat a la Rambla Nova. Els temes de Guerrero, sempre amb informacions i comentaris locals, eren molt llegits. Guerrero havia format part de la redacció del diari Tarragona i posteriorment del Diario de Tarragona, en la secció d'esports al costat de Trifó Bas i Mercadé i l'Antoni Ferrer, i signava les seves ressenyes amb els pseudònims de Traveta i Isdor.
També si podia trobar la signatura de Francesc Cubells i Florentí, l'antic director -no oficial- del diari Tarragona. També hi col·laborà Lluís Bonet i Punsoda, els caputxins P. Antoni Maria de Barcelona i Andreu de Palma de Mallorca, Jordi Canals, J.M. Tallada (economia), Pallach Badia, Tomàs Capdevila i inclús en castellà, el capità d'infanteria Nicolàs Martínez Sansón.
Altres noms que habitualment si podien trobar eren: Manuel Brunet, Maria Perpinyà, Josep de Recasens (cultura), Eufemià Fort i Cogul, R.J. Sàlvia, Agustí Salvans (cinema), Joaquim Pellicena, Lluís Climent, A. Navarro (conte diumenge), Joana Romeu, Ramon Vayreda (conte), M. Teresa Vernet (educació), Josep M. Guix Sugranyes, Joaquim Renart, Lluc Beltran, Lluís de Montsià, Joan Vall i Bordes (ràdio), M. Antonia Delmar, P. Vinyoles i Vivet, Jordi Canals (cultura), E. Clarasó (conte), Tomàs Capdevila (patrimoni històric) i Carles Cardó (església).
Publicà textos i fragments a "Quiosc de premsa" d'altres diaris com: Heraldo de Madrid, El Debate, La Humanidad, El Diluvio, La Veu de Catalunya, La Cruz, La Publicidad, El Matí, ABC, Ara de Tortosa.
Reprodueix articles més extensos de La Veu de Catalunya, núm. 64 (16 d'octubre de 1935), de Jaume Carrera i Pujal, "El fracàs de la política del blat"; del mateix autor i capçalera "Els problemes dels ports de Barcelona i Tarragona", núm. 88 (13 novembre de 1935); "El Pla de Camins de Catalunya", núm. 114 (13 novembre de 1935). De El Matí al núm. 177 (27 de febrer de 1936), "El problema de les divises i el tancament industrial", de P. Vinyoles i Vivet, i al núm. 195 (19 de febrer de 1936) un article de Jordi Cases: "Cal informar un ideal de tarragonisme". De la Revista de l'Institut Agrícola, al núm. 202 (27 de març de 1936), "La producció d'avellanes". Del periòdic francès L'Aube, núm. 287 (8 de març de 1936), un article on es posen en relleu els procediments del feixisme emprats a Alemanya per difamar l'Església catòlica.

## Desaparició
La seva trajectòria fou interrompuda per la Guerra Civil Espanyola (1936-1939). El darrer número del Catalònia es va publicar el dia 22 de juliol de 1936. El dia anterior havia estat confiscat pel Front Popular d'Esquerres. Com a portaveu del Front aparegué només un dia. De sota la capçalera es va treure, doncs, "Diari d'avisos i notícies". N'havien sortit 299 exemplars.